# Riserva naturale di Yancheng
La riserva naturale di Yancheng è un'area protetta nella provincia di Jiangsu, in Cina. Copre un'area di 4530 km² lungo la regione costiera delle contee di Sheyang, Dafeng, Binhai, Xiangshui e Dongtai. L'intera area è sotto l'amministrazione della città prefettuale di Yancheng, da cui il nome. È stata istituita nel 1984 come riserva provinciale per proteggere l'habitat degli uccelli costieri, costituito da paludi salmastre e zone intertidali. Nel 1992 è diventata riserva naturale nazionale e nello stesso anno Riserva della biosfera dell'UNESCO. Nel 1996 è entrata a far parte della Northeast Asian Crane Reserve Network, la rete di riserve che proteggono siti particolarmente importanti per la sopravvivenza delle gru, e nel 2002 è diventata sito Ramsar.

## Geografia
Il territorio della riserva, affacciata sul Mar Giallo, è costituito dai sedimenti trasportati nel corso dei millenni dal Fiume Giallo e dallo Yangtze, in costante balia di onde e maree. Presenta una linea costiera di 444 chilometri, caratterizzata da una pianura melmosa dove abbondano corsi d'acqua e paludi. La riserva si espande di oltre 900 ettari (9 km²) all'anno, poiché i fiumi Giallo e Yangtze continuano ad apportare sedimenti verso il Mar Cinese Orientale. Grazie al clima temperato, alle abbondanti precipitazioni e al terreno pianeggiante, la riserva è ricca di risorse biologiche.

### Flora e fauna
Sono state censite 450 specie di piante, 377 di uccelli, 45 di anfibi e rettili, 281 di pesci e 47 di mammiferi. Tra le piante sono comuni Aeluropus littoralis, Imperata cylindrica e la cannuccia di palude, mentre tra gli uccelli più rari che qui trovano protezione vi sono la gru della Manciuria, la gru siberiana, l'otarda comune, il gabbiano relitto e l'aquila reale. Sono presenti anche cervi e cigni.
La riserva è situata lungo la rotta migratoria tra l'Australasia e l'Asia orientale; circa 2 milioni di uccelli attraversano l'area dello Yangtze in estate e in autunno: di questi, 200000 svernano nella riserva.

## La riserva della biosfera di Yancheng
La superficie della riserva della biosfera di Yancheng (4690 km² disposti su 582 km) coincide con quella della riserva naturale. Le paludi salmastre, dove cresce un'ampia varietà di piante alofite, coprono l'80% della riserva. Il clima temperato a nord e quello subtropicale a sud favoriscono la diversità.
Nella riserva vivono stabilmente circa 1400000 abitanti, distribuiti in 41 villaggi e 25 fattorie dove viene praticata l'agricoltura. Oltre a quest'ultima, l'allevamento, l'industria del sale, la silvicoltura e la pesca sono le principali fonti di ingresso economico. Inoltre la popolazione locale utilizza la saggina spagnola (Phalaris arundinacea) e la gramigna comune (Elytrigia repens) per produrre carta e materiali da lavoro. Circa 50000 turisti cinesi e 200 esteri visitano la riserva ogni anno, svolgendovi attività come birdwatching, tour nelle paludi, osservazione delle maree ed escursioni. Le autorità locali promuovono inoltre l'ecoturismo e supportano le attività economiche sostenibili con l'obiettivo di limitare l'inquinamento dei fiumi e dell'oceano da parte delle grandi industrie.

## Sito Ramsar
Nel 2002, la riserva naturale è stata dichiarata sito Ramsar numero 1156, con la stessa superficie di 4530 km² (33°31′N 120°22′E). Il sito comprende la più estesa zona umida costiera della Cina, vaste paludi che si estendono per oltre 120 chilometri di costa dando sostentamente a una grande biodiversità. Gli studiosi sostengono che circa 3 milioni di individui di 200 specie diverse di uccelli migrino ogni anno attraverso il sito e molti di questi, in particolare gli Anatidi, vi svernano. Il sito fornisce uno dei due habitat più estesi della Cina per il cervo di padre David, noto come «milù», e ospita circa il 10% della popolazione mondiale della spatola minore. Le aree centrali sono disabitate e incontaminate, mentre le zone cuscinetto e quelle sperimentali ospitano risaie e stagni di pesci e gamberetti e sono abitate da circa un milione di persone. Il sito è di proprietà della città di Yancheng: l'amministrazione della riserva ha diritti di gestione sull'area centrale, mentre i governi locali hanno diritti di gestione sulle zone cuscinetto, entro i parametri concordati.